# Крагујевачка компанија
Крагујевачка компанија је предузеће основано 1875. године од стране Марка О. Марковића и регистровано под његовим именом. Осамдесетих година XIX века била је снажно предузеће у експанзији, које се бавило разним предузимачким, грађевинским и трговачким пословима: изградила је пругу Лапово-Крагујевац, делове пруга Београд-Врање и Ниш-Пирот у дужини од 120 километара и пут Краљево-Рашка ибарском клисуром, трговала је разним артиклима (посебно сувим шљивама), узела је 1885. године од државе у закуп крчмарину за 440 хиљада динара годишње, организовала је велепродају и малопродају дувана у Србији 1884-1889. и закупила десетак у Бугарској. Имала је парни млин у Београду. Учествовала је у дуванској афери министра финансија Мите Ракића. Послове је водио Коста Здравковић, тих година краљев посланик, а син генерала Стевана Здравковића. Био је то један доказ могућности да се и српски капитал и српски предузетници носе са странцима и да праве велике послове. Костина смрт 1892. године донела је кризу компаније, која је банккротирала крајем 1895. године.